# Danish Refugee Council
Pour les articles homonymes, voir Refugee (homonymie).
Danish Refugee Council (DRC)  (en danois : Dansk Flygtningehjælp)/en français : « Le Conseil danois pour les réfugiés » est une ONG humanitaire danoise. Elle a été fondée en 1956, à la suite de la répression de l'insurrection de Budapest. Elle travaille dans plus de 30 pays à travers le monde. Elle a été notamment active en Bosnie-Herzégovine. Elle est actuellement active depuis la guerre civile syrienne, dans les camps en Jordanie, Turquie, Liban, etc., mais aussi en Libye/Tunisie, en Somalie, en Afghanistan, en Irak, en Tchétchénie.
Elle fournit assistance aux populations dans les pays en temps de guerre : réfugiés, personnes déplacées à l'intérieur de leur pays et aux communautés d'accueil dans les zones conflictuelles du monde. Elle mène des actions au niveau international ainsi qu'au Danemark, sur la base des principes de l'action humanitaire et de la Déclaration universelle des droits de l'homme en faveur des populations affectées.
Elle fédère 33 organisations membres et groupes volontaires, acquis à la cause des réfugiés. Elle est ouverte aux organisations de dimension nationale et internationale, apolitiques et volontaires.

## Principes et objectifs
DRC participe au renforcement et à la coopération entre les autorités locales et nationales, ainsi qu'avec d'autres organisations. Ce travail vise le renforcement du plaidoyer et la promotion des solutions pour les situations de conflits, notamment en améliorant la protection et la réintégration des réfugiés et des déplacés internes.
L'organisation s'attache plus particulièrement à la protection, à l'aide humanitaire, à la reconstruction, au rétablissement post-conflit, au renforcement des capacités, à l'action anti-mines et au plaidoyer en fonction des droits aux personnes en situations de guerre et de conflits. À travers les années le DRC a développé une expertise sur les secteurs suivants :
- Hébergement et infrastructures de petite taille
- Production et génération de salaires
- Sécurité alimentaire, reconstruction et développement de l'agriculture
- Aide non alimentaire ; Informations juridiques liées aux déplacements de populations
- Reconstruction sociale
- Développement de capacités des porteurs de projets et des ONG (construction de réseaux)
- Action anti-mines

Ces activités sont effectuées par ses propres programmes localement auprès de bénéficiaires, des autorités et autres parties prenantes. Cependant, elle agit également avec des partenaires locaux quand cela semble la solution la plus appropriée pour répondre à son mandat et à ses valeurs. Dans ce cas, le DRC se charge de l'assistance et du renforcement des capacités de son partenaire. 
Les activités internationales du DRC sont financées par l'appel aux dons au Danemark et par des subventions de la part du gouvernement danois et d'autres donneurs gouvernementaux, comme l'Union européenne et les Nations unies. Le DRC finance également ses programmes par la vente de conseils et de consultance en lien avec le secteur de l'aide humanitaire.

## Liste des dirigeants
| Identité                                | Période           | Période         | Durée                     |
| Identité                                | Début             | Fin             | Durée                     |
| --------------------------------------- | ----------------- | --------------- | ------------------------- |
| Arne Piel Christensen (d) (1938 - 2023) | 1967              | 1998            | 31 ans                    |
| Andreas Kamm (d) (né en 1949)           | 1998              | 31 octobre 2017 | 19 ans                    |
| Christian Friis Bach (né en 1966)       | 1er novembre 2017 | 24 avril 2019   | 1 an, 5 mois et 23 jours  |
| Charlotte Slente (d) (née en 1966)      | 1er décembre 2019 | En cours        | 5 ans, 3 mois et 13 jours |